# Chalmers (Indiana)
Chalmers – miasto w Stanach Zjednoczonych, w stanie Indiana, w hrabstwie White.